# Крістіна Перрі
Крістіна Юдіт Перрі (англ. Christina Perri; нар. 19 серпня 1986, Філадельфія, Пенсільванія, США) — американська співачка, авторка пісень, музикантка та композиторка з Філадельфії. Названа Rolling Stone «Виконавцем Тижня» 26 жовтня 2010 року..

## Життєпис
Зростала у Бенсалемі (передмістя Філадельфії) разом із старшим братом Ніком Перрі, колишнім гітаристом гурту Shinedown, Silvertide, Perry Farrell і Matt Sorum. Школу «Archbishop Ryan High School" закінчила у 2004 році. У 16-річному віці самостійно навчилася грати на гітарі, переглядаючи записи Шеннона Хуна з гурту Blind Melon, що трансювалися на VH1. 2011 року в інтерв'ю журналу Beatweek Перрі розповіла, що її друге ім'я — Юдіт.
Почала стосунки з репортером Полом Костабіле в січні 2016, якого зустріла під час інтерв'ю в 2013 році. В червні заручилася, 12 грудня 2017 року одружилася з ним. У серпні повідомила, що вагітна, а 17 січня 2018 народила доньку Кармеллу Стенлі Костабіле.

## Кар'єра

### Рання кар'єра
Перрі переїхала до Лос Анджелесу на своє 21-річчя. Того ж року вона одружилася й почала створювати кліпи. Через 18 місяців розлучилася і повернулася до Філадельфії у кінці 2009 року; в цей час вона написала «Jar of Hearts». Знову переїздить до Лос Анджелесу; вдень працювала офіціанткою в Melrose Cafe (Беверлі Гілз), а записувалася ввечері.

### 2010–12:Lovestrong
Пісня Перрі «Jar of Hearts» стала віомою завдяки шоу So You Think You Can Dance 30 червня 2010 року. Її виконали Біллі Бел і Кетрін Маккормік. Найкраща подруга Крістіни Келті Колін послала цю пісню на шоу хореографа Стейсі Тукі; Перрі і Колін дивилися виступ з глядацької зали. Після демонстрації на шоу «Jar of Hearts» дебютувала у Billboard Hot 100 на 63-й позиції і сягнула 28-ї позиції в Hot Digital Songs Billboard. Протягом місяця було продано понад 100 000 примірників. Далі кліп на «Jar of Hearts» опинився у щотижневій двадцятці кліпів телеканалу VH1.
Після успіху «Jar of Hearts» Перрі 21 липня 2010 року підписала як співачка контракт з Atlantic Records. Вона записала міні-альбом The Ocean Way Sessions, що вийшов 9 листопада 2010 року.
Дебютний альбом Перрі "Lovestrong" вийшов 10 травня 2011. Реліз головного синглу «Arms» відбувся 15 березня 2011 року.

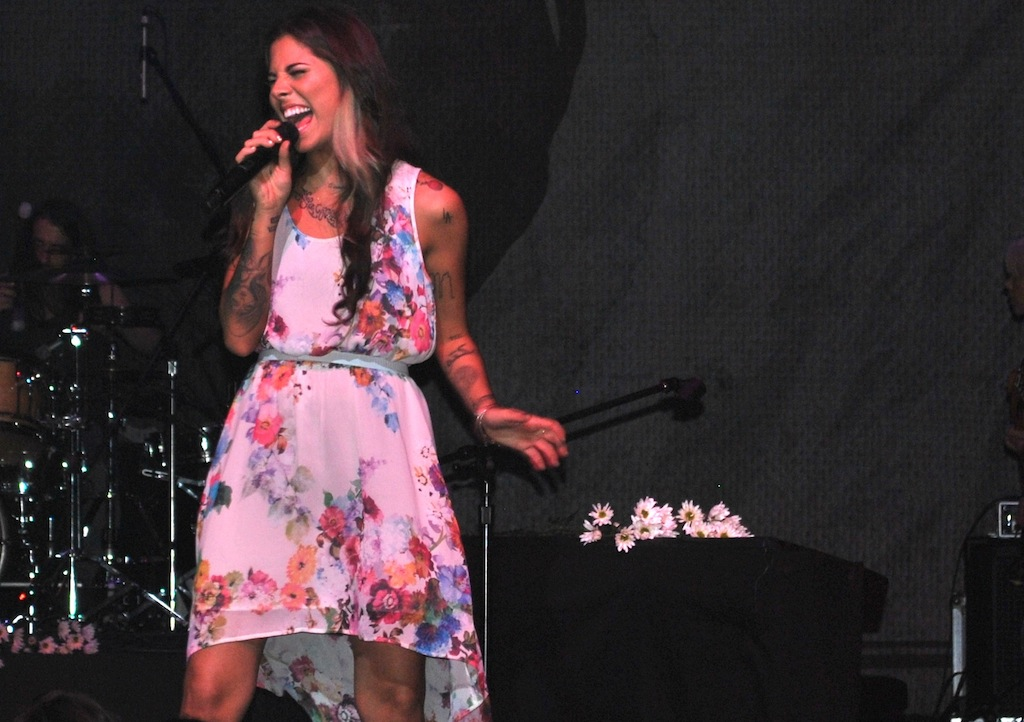
Крістіна Перрі виконує пісню «Distance» в Пуерто-Рико

У липні 2011 року Перрі вирушила у світове турне — Lovestrong Tour, яке тривало майже рік і складалося з 71 концерту. Згодом випустила сингл «A Thousand Years», який став саундтреком до фільму «Сутінки» 18 жовтня 2011 року. Пісня ввійшла у чарт Billboard Hot 100 на 63 місці, а згодом досягла 31-го. Сингл отримав чотири платинові сертифікації, було продано понад 4 мільйонів копій лише у США. Ця пісня є найуспішнішою за всю кар'єру Перрі як співачки. Третій і останній сингл з альбому — «Distance», вийшов 20 березня 2012 року.
Під час турне в Сан-Хуані, Пуерто-Рико, Перрі оголосила, що почала працювати над новим студійним альбомом. Крім того, напрікінці 2012 року Перрі виступила на відкритті концерту Джейсона Мреза «Love Is a Four Letter Word Tour» в Північній Америці.
1 серпня 2012 року співачка оголосила на своїй сторінці в Facebook, що міні-альбом «Very Merry Perri Christmas» вийде 16 жовтня 2012 року. Альбом складався з однієї оригінальної пісні «Something About December», яка стала головним синглом. Скоро Перрі знову записала пісню «A Thousand Years» для альбому саундтреків «The Twilight Saga: Breaking Dawn — Частина 2 (саундтрек)» спільно з Стівом Казі під назвою «A Thousand Years, Pt. 2». 14 травня 2013 року співачка отримала премію BMI за пісню «A Thousand Years» на 61-й щорічній нагороді BMI Pop Award, що відбулася в Беверлі-Гіллз, штат Каліфорнія.

### Після 2013:Head or Heartі третій студійний альбом

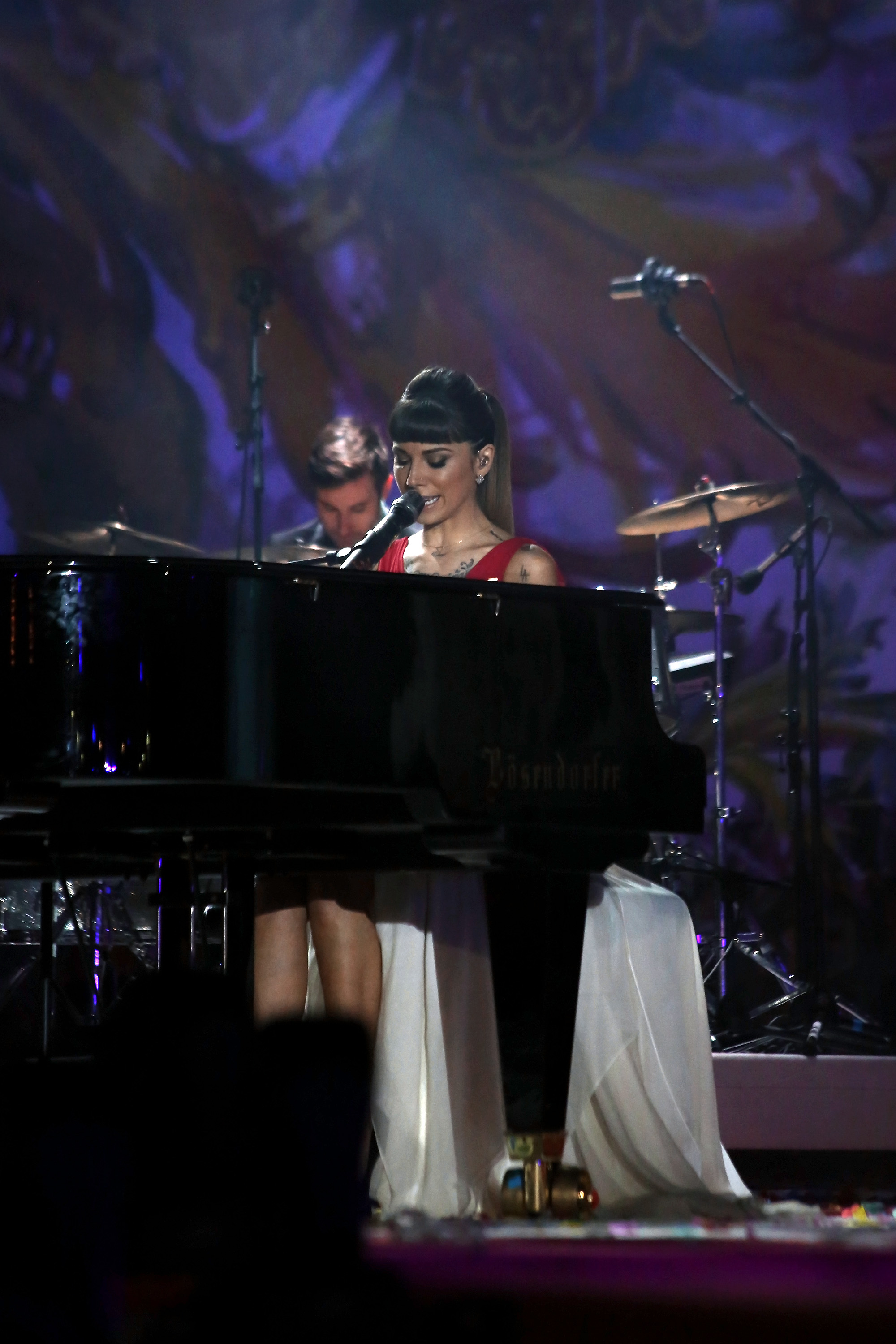
Крістіна Перрі під час «Балу життя» у 2014 році

У 2013 році Перрі почала регулярно співати і розміщувати в Instagram новини про написання другого студійного альбому з хештегом #albumtwo. У лютому співпрацювала з некомерційною організацією «To Write Love on Her Arms» в трьохетапному турі, збираючи гроші на благодійність, і виступила на шоу з новою піснею з другого альбому «I Believe». 21 червня в Твіттері оголосила, що другий альбом в процесі.
11 листопада 2013 року Перрі розповіла, що перший сингл нового альбому називається «Human». Пісня вийшла 18 листопада 2013 року на iTunes. Перрі виконала пісню на The Queen Latifah Show в той же день. 28 листопада 2013 року співачка повідомила, що другий студійний альбом буде називатись «Head or Heart». Він вийшов 1 квітня 2014 року. Пізніше оголосила, що другий концертний тур «Head or Heart Tour», розпочнеться в квітні 2014 року.
9 червня випустила другий сингл з нового альбому — «Burning Gold». Відео на пісню було опубліковане 1 серпня. 19 грудня 2014 року Перрі виступила на щорічному святковому концерті «Різдво у Вашингтоні».
У травні 2016 року співачка оголосила в Instagram, що працює над третім альбомом.
У червні 2016 року було оголошено, що Перрі візьме участь у створенні головного треку третього студійного альбому Ліндсі Стерлінг «Brave Enough». Альбом вийшов 19 серпня 2016 року.
14 грудня 2018 року Перрі анонсувала свій перший альбом колискових пісень, присвячений дочці, під назвою Songs for Carmella: Lullabies & Sing-a-Longs. Альбом вийшов у перший день народження Кармелли, 17 січня 2019 року.

## Дискографія
- Lovestrong (2011)
- Head or Heart (2014)
- Songs for Carmella: Lullabies & Sing-a-Longs (2019)